# Jango Fett
Jango Fett – postać fikcyjna ze świata Gwiezdnych wojen, mandaloriański łowca nagród.
Uważał się za ojca Boby Fetta, którego wychowywał i który jest jego niezmodyfikowanym klonem. Jango pojawia się w Ataku klonów; na planecie Kamino służy jako wzór dla tworzonej tam armii klonów. Nosi na sobie zbroję mandaloriańską, a w niej różne potrzebne do łowów gadżety, między innymi miotacz ognia. Na Kamino rozmawiał z Obi-Wanem Kenobim, któremu powiedział, że został zatrudniony przez Tyranusa (którym, o czym nie wiedział Obi-Wan, był w istocie hrabia Dooku), oraz że armia klonów została zamówiona przez mistrza Jedi Sifo-Dyasa, który przewidział nadciągające dla Republiki i Jedi ciężkie czasy i postanowił przygotować Zakon na ich nadejście – zamawiając potajemnie na Kamino armię żołnierzy-klonów. Niedługo potem Fett stoczył walkę wręcz z Kenobim, którego prawie utopił w oceanie, po czym uciekł z Bobą na Geonosis. Na krótko współpracował z Zam Wesell, którą później zabił, używając do tego zatrutej strzałki, gdy ta wpadła w ręce Obi-Wana Kenobiego. Odegrał główną rolę w schwytaniu Anakina Skywalkera. Podczas bitwy z rycerzami Jedi na Geonosis celnymi strzałami z blastera zabił mistrza Jedi Colemana Trebora, mistrza VI Formy Niman oraz usiłującego go stratować reeka, ostatecznie ginąc z ręki mistrza Jedi Mace’a Windu, który mieczem świetlnym zniszczył mu broń i odciął mu głowę. Mandaloriańska zbroja trafiła w ręce Boby Fetta.